# デルス・ウザーラ (1975年の映画)
『デルス・ウザーラ』（ロシア語: Дерсу Узала、英語: Dersu Uzala）は、1975年公開のソ連の映画である。監督は黒澤明、主演はユーリー・ソローミン。カラー、70ミリワイド、141分。1923年に出版されたロシア人探検家ウラジーミル・アルセーニエフによる同名の探検記録『デルス・ウザーラ』が原作。第48回アカデミー賞で外国語映画賞を受賞した。

## ストーリー
ロシア人探検家（作者）のアルセーニエフは、当時ロシアにとって地図上の空白地帯だったシホテ・アリン地方の地図製作の命を政府から受け、探検隊を率いることとなった。先住民ゴリド（現ロシア名：ナナイ）族の猟師デルス・ウザーラが、ガイドとして彼らに同行することになる。シベリアの広大な風景を背景に、2人の交流を描く。

## キャスト
- アルセーニエフ - ユーリー・ソローミン
- デルス・ウザーラ - マクシーム・ムンズーク（英語版）
- スベトラーナ・ダニエルチェンコ
- オレンチエフ- アレクサンドル・ピャトコフ

## 製作

### 製作経緯
本作の原作ウラジーミル・アルセーニエフ「デルス・ウザーラ」は、探検家アルセーニエフが先住民のデルスウ・ウザーラを伴って沿海地方を探検したときの記録で、黒澤明がこれを初めて読んだのは戦前の助監督時代のときである。デルスウの生き方に感銘を受けた黒澤は、その時から映画化を考えるようになった。『白痴』（1951年）を完成させたあと、久板栄二郎と北海道を舞台に置き換えた「蝦夷探検記」という脚本を書いたが、脚本に満足いかず、映画化には至らなかった。
1971年7月、黒澤は『どですかでん』（1970年）の招待出品のためモスクワ国際映画祭に出席し、その際にソ連映画人同盟書記長のレフ・クリジャーノフや映画監督のセルゲイ・ゲラーシモフ、グリゴーリ・コージンツェフらと日ソ映画交流の意見交換をする中で、ソ連での映画製作の話が持ち出された。そこでドストエフスキー原作の『死の家の記録』、ゴーゴリ原作の『タラス・ブーリバ』の映画化を希望するが、既にセルゲイ・ボンダルチュクが企画しており、また前者のドストエフスキーは、複雑な作品で映画化は無理だということになり、代わりに『デルス・ウザーラ』を映画化することになった。1973年1月、黒澤は松江陽一と共に製作準備のためモスクワに向かい、ソ連側と製作に関する会談を行った。
同年3月14日、黒澤はモスフィルムと製作協定に調印した。協定では「黒澤の芸術上・創造上の意見を100%尊重し、ソ連側がすべての生産的・技術的・行政的手段を完全に保証すること」が合意され、「日本側とソ連側が『デルスウ・ウザーラ』という高度な芸術的作品を製作することを助成し、これが日ソ文化交流に大きな意義のある貢献をすること」を声明した。シナリオは黒澤とユーリー・ナギービンが共同執筆した。2人の間にはシナリオの基本的見解に相違がみられたが、協定の通り創造上の最終決定は黒澤の意見によるため、ソローミンは黒澤の案を了承し、10月26日に決定稿が完成した。

### スタッフとキャスト
本作はモスフィルムの製作であるため、本来はスタッフもすべてソ連側から出るが、それでは黒澤に必要以上の負担がかかるため、黒澤の演出意図を細部にわたり的確に伝えるという目的で、数人の日本側スタッフの参加が認められた。参加したのは松江と撮影の中井朝一、協力監督の河崎保と野上照代、演出助手の箕島紀男である。このうち河崎はソ連側の要請だったが、ソ連側の事情で途中降板した。日本側の製作窓口は、松江の製作会社アトリエ41が担当した。
当初、デルス役に三船敏郎を予定し、三船も1973年にモスクワ国際映画祭の審査員に招聘されたときに製作準備中の黒澤を表敬訪問し、日程調整してやる気になっていたが、2年間を予定する撮影期間では調整が付かなかった。デルス役は現地で探すことになり、舞台俳優のマクシム・ムンズクが演じることになった。マクシムは実生活もデルスのように狩りや釣りが好きで、黒澤のイメージにぴったりな人物だった。一方、アルセーニエフ役は有名俳優のユーリー・ソローミンが演じることになった。

### 撮影
1974年5月27日、本作の撮影が開始した。撮影拠点となる沿海地方の都市アルセーニエフの周辺でロケが行われ、モスフィルムに所属する軍隊が護衛についた。シベリアの厳しい自然条件での撮影は過酷を極め、ソ連の撮影機器が旧式であるなど技術的な障害も立て続けに起きた。さらにソ連は計画経済のため、フィルムの長さで撮影ノルマが決められ、日本とは全く異なる製作体制にも苦労した。翌1975年4月28日に撮影は終了した。
作品に登場するトラは、当初は動物園で飼い慣らされたシベリアトラを使う予定だったが、黒澤が「目が死んでいる」と言ったところ、撮影所長の命令でシベリアで野生のトラを捕獲した。しかし、トラは夜行性で昼間は殆ど動かないため、結局調教したトラを使って撮り足した。

## 評価
本作は海外で多くの映画賞を受賞している。第9回モスクワ国際映画祭では金賞と国際映画批評家連盟賞を受賞し、第48回アカデミー賞ではソ連代表作品として外国語映画賞を受賞した。さらに、1977年にイタリアのダヴィッド・ディ・ドナテッロ賞で外国監督賞、ナストロ・ダルジェント賞で外国監督賞、1978年にフランス映画批評家協会賞で外国語映画賞を受賞した。第49回キネマ旬報ベスト・テンでは外国映画部門の5位にランクした。1995年にはバチカンが選ぶ45本の映画のリストに選出された。
映画批評集積サイトのRotten Tomatoesには15件のレビューがあり、批評家支持率は73%で、平均点が7.65/10、観客支持率は94%となっている。

## その他
- オリジナルは映像70mm、音声6ch磁気ステレオ録音であったが、費用の問題からか、日本国内で実際に上映されたのは35mm、光学音声のプリントが使われた。その後、数少ない70ミリプリントのうち、松江陽一プロデューサーが保管していたものがフィルムセンター（現 国立映画アーカイブ）の所有となり、2017年10月7日「甦る70mm上映『デルス・ウザーラ』」というイベントにて上映された。これはフィルムセンターにおける一般上映企画では、開館以来初めての70ミリフィルム上映の場となった。なお当日会場には野上照代も来場した。
- 当初の脚本に「悪い中国人が、獣を乱獲している」という台詞があった。当時、中ソ関係は国境問題や社会主義路線の違いにより険悪になっていたため、中国を刺激しないように脚本を「悪い商人が」と書き換えられた。
- 黒澤映画で「スタッフ・キャストの表示がOPはごく一部で、ラストで全てをクレジットする」フォーマットが使われた、初の作品である。
- 映画プロデューサーのロジャー・コーマンの自伝『私はいかにハリウッドで100本の映画をつくり、しかも10セントも損をしなかったか』において、これはアメリカ人に見せるべき価値のある映画だと反対を説き伏せて本作の配給権を買い取り、収益を挙げてアカデミー外国語映画賞にも至ったエピソードが綴られている。

### 原作訳書
- 『デルスウ・ウザーラ――沿海州探検行』長谷川四郎訳、平凡社東洋文庫、1965年（ワイド版2003年。電子書籍も刊）。単行版・平凡社、1975年。
- アルセーニエフ『デルスー・ウザーラ』長谷川四郎訳、河出文庫 上・下、1995年。改訂新版（上巻に1902年時の探検紀行も収録）
- アルセニエフ『デルス・ウザーラ』加藤九祚訳、角川文庫、1975年。抄訳版
- アルセニエフ『デルス・ウザラ』安岡治子訳、小学館〈地球人ライブラリー〉、2001年。抄訳版

### 関連文献
- 『全集 黒澤明　第六巻』 岩波書店、1988年、再版2002年[15]
「デルス・ウザーラ」脚本（野上照代注）および関連随想を収録。解説：佐藤忠男、岩本憲児。
- 『黒澤明 樹海の迷宮　映画「デルス・ウザーラ」全記録 1971～1975』 野上照代、ヴラジーミル・ヴァシーリエフ、笹井隆男編、小学館、2015年
註付き「決定稿シナリオ」収録。編者は、黒澤組と現地スタッフ、黒澤本出版に長年関わっている編集者、池澤夏樹も寄稿。
- ウラジーミル・ワシーリエフ『黒澤明と「デルス・ウザーラ」』 池田正弘訳、東洋書店「ユーラシア・ブックレット」、2015年
各・公開40周年出版で現地スタッフによる回想